# かつぎや
『かつぎや』は、落語の演目の一つ。古典落語に分類される。『かつぎ屋』とも表記される。別題に『かつぎ屋五兵衛』『七福神』。類似の内容の上方落語の『正月丁稚』（しょうがつでっち）についても本項で記述する。
正月の商家を舞台にした演目で、縁起（験）をかつぐ主人が、使用人や出入りする者がそれを知らなかったり言い間違えることに一喜一憂する内容。元来は冒頭部に登場人物が「し」の字を言わせ合う、というシーンがあったが、これは現在独立し、『しの字嫌い』（『しの字丁稚』）として季節にかかわらず演じられる。
喜久亭寿暁の演目集『滑稽集』の文化5年（1808年）の箇所に「七福屋 弁天ゑびす買売・ごふく屋」と記載があるのを、武藤禎夫は「この咄であろう」としている。

## あらすじ
呉服屋の主人・五兵衛は極端にゲンをかつぐ習慣があった。
ある年の元日、恒例の井戸の若水くみを下男の権助に命じた。主人は「あらたまの 年立ち返る 朝（あした）より 若やぎ水を くみ初（そ）めにけり」と歌を詠み、「これはわざっとお年玉」と唱えてダイダイを井戸へ落とすのだ、と、しきたりを権助に教えるが、権助は井戸へ行くとそれらを忘れてしまい、でたらめに「目の玉の でんぐりかえる 朝より 末期（まつご）の水を くみ初めにけり。これはわざっとお人魂」と言った、と主人に報告した。あまりに縁起の悪い言葉ばかりなので、主人は驚きあきれる。
主人一家および奉公人一同が座敷に集まり、祝いの雑煮を囲んでいると、小僧の定吉の雑煮の餅の中から古釘が出てきた。番頭が「餅の中からカネ（＝金属）が出ました。これは金持ち（かね・もち）になるという吉兆でございます」と言って主人の機嫌を取ると、権助は「カネの中から餅が出たなら金持ちだが、餅の中からカネが出たなら逆で、身上（しんしょう＝財産）を『持ちかねる』だ」と言って、主人から叱られる。
主人は年始の挨拶客と持ってきた贈答品とをリストに整理するために、権助（あるいは定吉）を呼んで挨拶状の読み上げを命じる。客の屋号と名前を全部読み上げると非効率なので、主人がそれをうまく省略するように言うと、権助は「湯屋の勘助」を「ゆかん（湯灌）」、「石屋の藤兵衛」を「せきとう（石塔）」などと言って主人を困らせる。番頭は機転を利かせて「鶴屋の亀吉」を「つるかめ」と略し、主人の機嫌を治す。
二日になると、「船屋」と呼ばれる、初夢のための縁起物である宝船の絵を売る行商人がやって来る。主人が値段を聞くと、船屋は「1枚4文（しもん）」と言う。「し」の字を嫌う主人は機嫌を損ねてしまう。番頭は主人の機嫌を取りたいあまり、外で別の船屋をつかまえ、「小遣いをやるから、うちの店で『1枚よもん』と言って売れ」と入れ知恵をする。「1枚いくらだい」「『よもん』でございます」「10枚なら?」「よじゅうもん」「100枚なら?」「よひゃくもん」
機嫌をよくした主人は、絵を全部買い上げ、その船屋を座敷に上げておせちや酒をふるまう。船屋はおせちをほめ、主人の娘を弁天様、主人を大黒様、と持ち上げるので、主人はさらに上機嫌になって次々と祝儀を渡す。船屋が「この家には七福神がそろってますね」というので、
「おいおい。私が大黒で娘が弁天なら、まだ二福だよ」「でも、扱う品物が呉服（五福）でございます」

## 正月丁稚
上方の『正月丁稚』は、主人の名が渋谷藤兵衛（しぶや とうべえ）に変わり、権助の役割をほとんど定吉が担う。雑煮の餅の中には硬貨が入れられている（餅をつく段階で10枚入れておき、誰に当たるかを見るという設定）。客の名を読み上げるシーンは年始の挨拶回りのシーンに変わり、船屋は登場しない。
落ち（サゲ）は、帰宅後の定吉が布団を振り回して「夜具払いまひょ」というもので、これは「厄払い」の口上の「厄払いまひょ」との地口である。その直前、雨が降ってきて定吉が雨戸を閉めながら「裏閉めたるは八千歳、方々閉（さ）すは九千歳」と言って主人を喜ばせる下りがあるが、こちらも「厄払い」の口上にある「浦島太郎は八千歳、東方朔は九千歳」の地口。異なる落ちとして、その場面で主人が「雨が降るとは縁起が悪い」と言ったのに対して、番頭または手代が「降る（鶴）は千年、雨（亀）は万年」と祝い直すという形がある。佐竹昭広・三田純一編の『上方落語』下巻は、「『厄払い』の風習のなくなった今日、通用しにくいネタであることは否めない」と記している。
初代桂春団治は丁稚をボケにして主人をツッコミにしている。丁稚が雑煮を食べる時、品無く騒ぎ立てさせて主人を呆れさせている。主人が出かける時、雨が降る下りにしたり倅が電蓄で正月の琴のSPレコードを聴かせたり（録音時に生演奏したもの）、奉公人が一句読むなどがある。丁稚は縁起の悪い一句を読み、主人に叱られる。